# Cruscades
Cruscades  est une commune française, située dans le Nord-Est du département de l'Aude en région Occitanie.
Sur le plan historique et culturel, la commune fait partie du massif des Corbières, un chaos calcaire formant la transition entre le Massif central et les Pyrénées. Exposée à un climat méditerranéen, elle est drainée par l'Orbieu, le ruisseau de Lirou. La commune possède un patrimoine naturel remarquable : un site Natura 2000 (la « vallée de l'Orbieu ») et deux zones naturelles d'intérêt écologique, faunistique et floristique.
Cruscades est une commune rurale qui compte 940 habitants en 2022, après avoir connu une forte hausse de la population depuis 1975. Elle fait partie de l'aire d'attraction de Narbonne. Ses habitants sont appelés les Cruscadèls ou  Cruscadèles.

## Géographie

### Localisation
Cruscades est une commune viticole de la plaine narbonnaise, traversée par la route qui va de Lézignan-Corbières à  l'embranchement de la D 24 et de la N 6113 (non loin du col de la Mède), via Ornaisons. Cruscades est située à 17 km de Narbonne et à 5 km de Lézignan-Corbières, à 43 km par la route, de Carcassonne, la préfecture.

### Communes limitrophes
Les communes limitrophes sont  Canet, Luc-sur-Orbieu, Lézignan-Corbières, Névian, Ornaisons et Villedaigne.
|                    | Canet          | Villedaigne |
| Lézignan-Corbières | Cruscades      | Névian      |
|                    | Luc-sur-Orbieu | Ornaisons   |

### Généralités d'ordre géophysique
D'un point de vue géographique et géologique, Cruscades se situe dans l'un des trois secteurs qui composent le Narbonnais, à savoir celui de Lézignan-Ginestas. Le bourg se trouve dans une plaine, délimitée : au sud par l'Orbieu ; à l'est et à l'ouest par deux élévations de terrain ; au nord par les terres de Canet-d'Aude. À l'ouest, l'ensemble Plat-de-Veyret/Resplandy/Saint-Michel [PRS] se situe à l'extrémité d'une longue digitation orientée SW/NE (axe Ferrals-les-Corbières/Canet-d'Aude) ; et plus à l'est, la Mouchère et les Ginestes, qui délimitent à l'ouest la plaine, et à l'est la dépression de la Cardaïre. Le sol de ces modestes éminences est recouvert de cailloux et graviers. Entre ces deux plissements s'étend la plaine qui va, en s'évasant, vers Canet-d'Aude. Elle est constituée d'une terre limoneuse, plus fertile. La formation de ces terrains est liée aux différentes glaciations quaternaires (rissien du [PRS], würmien de la plaine), mais aussi aux divagations de l'Aude et de l'Orbieu. Plus à l'ouest et plus à l'est, on remarque deux dépressions : celle dite "de l'Étang des Colombes", et l'autre "de la Cardaïre". Il s'agit d'anciens étangs, autrefois poissonneux, qui furent asséchés : le premier par les archevêques de Narbonne, le second (fin du XVIIIe-début du XIXe siècle) lors de la déviation du Lirou vers Canet-d'Aude (il s'écoulait anciennement dans ledit étang de la Cardaïre). Le village est entouré de verdure (parcs particuliers). L'altitude du village culmine modestement à 36 mètres (hauteur du site de l'ancienne école). Le territoire communal s'étend sur 9,65 km2 (965 ha).
Cruscades se situe en zone de sismicité 2 (sismicité faible).

### Hydrographie
La commune est dans la région hydrographique « Côtiers méditerranéens », au sein du bassin hydrographique Rhône-Méditerranée-Corse. Elle est drainée par l'Orbieu et le ruisseau de Lirou, qui constituent un réseau hydrographique de 5 km de longueur totale,.
L'Orbieu, d'une longueur totale de 84,1 km, prend sa source dans la commune de Fourtou et s'écoule du sud-ouest vers le nord-est. Il traverse la commune et se jette dans l'Aude à Saint-Nazaire-d'Aude, après avoir traversé 22 communes.

### Climat
Pour des articles plus généraux, voir Climat de l'Occitanie et Climat de l'Aude.
En 2010, le climat de la commune est de type climat méditerranéen franc, selon une étude s'appuyant sur une série de données couvrant la période 1971-2000. En 2020, Météo-France publie une typologie des climats de la France métropolitaine dans laquelle la commune est exposée à un climat méditerranéen et est dans la région climatique Provence, Languedoc-Roussillon, caractérisée par une pluviométrie faible en été, un très bon ensoleillement (2 600 h/an), un été chaud (21,5 °C), un air très sec en été, sec en toutes saisons, des vents forts (fréquence de 40 à 50 % de vents > 5 m/s) et peu de brouillards.
Pour la période 1971-2000, la température annuelle moyenne est de 14,9 °C, avec  une amplitude thermique annuelle de 15,9 °C. Le cumul annuel moyen de précipitations est de 568 mm, avec 6,1 jours de précipitations en janvier et 2,7 jours en juillet. Pour la période 1991-2020 la température moyenne annuelle observée sur la station météorologique la plus proche, située sur la commune de Lézignan-Corbières à 5 km à vol d'oiseau, est de 15,2 °C et le cumul annuel moyen de précipitations est de 678,7 mm,. Pour l'avenir, les paramètres climatiques de la commune estimés pour 2050 selon différents scénarios d’émission de gaz à effet de serre sont consultables sur un site dédié publié par Météo-France en novembre 2022.

### Milieux naturels et biodiversité

#### Réseau Natura 2000

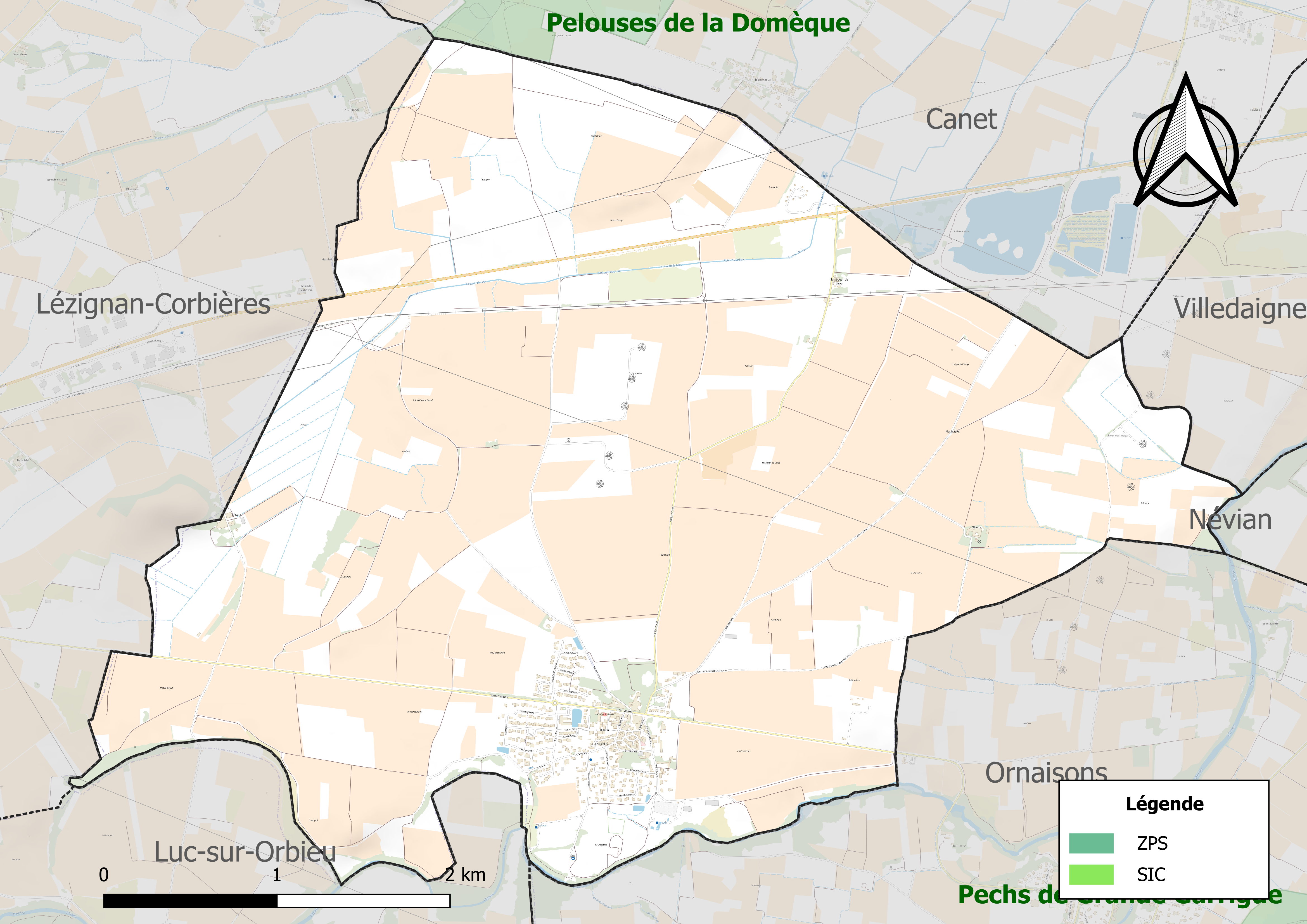
Site Natura 2000 sur le territoire communal.

Le réseau Natura 2000 est un réseau écologique européen de sites naturels d'intérêt écologique élaboré à partir des directives habitats et oiseaux, constitué de zones spéciales de conservation (ZSC) et de zones de protection spéciale (ZPS). Un site Natura 2000 a été défini sur la commune au titre de la directive habitats : la « vallée de l'Orbieu », d'une superficie de 17 765 ha, servant d'habitat, entre autres, pour le Barbeau méridional et du Desman des Pyrénées en limite nord de répartition.

#### Zones naturelles d'intérêt écologique, faunistique et floristique
L’inventaire des zones naturelles d'intérêt écologique, faunistique et floristique (ZNIEFF) a pour objectif de réaliser une couverture des zones les plus intéressantes sur le plan écologique, essentiellement dans la perspective d’améliorer la connaissance du patrimoine naturel national et de fournir aux différents décideurs un outil d’aide à la prise en compte de l’environnement dans l’aménagement du territoire. Une ZNIEFF de type 1 est recensée sur la commune : les « pelouses de la Domèque » (45 ha), couvrant 2 communes du département et une ZNIEFF de type 2, : la « vallée aval de l'Orbieu » (445 ha), couvrant 12 communes du département.

Carte des ZNIEFF de type 1 et 2 à Cruscades.
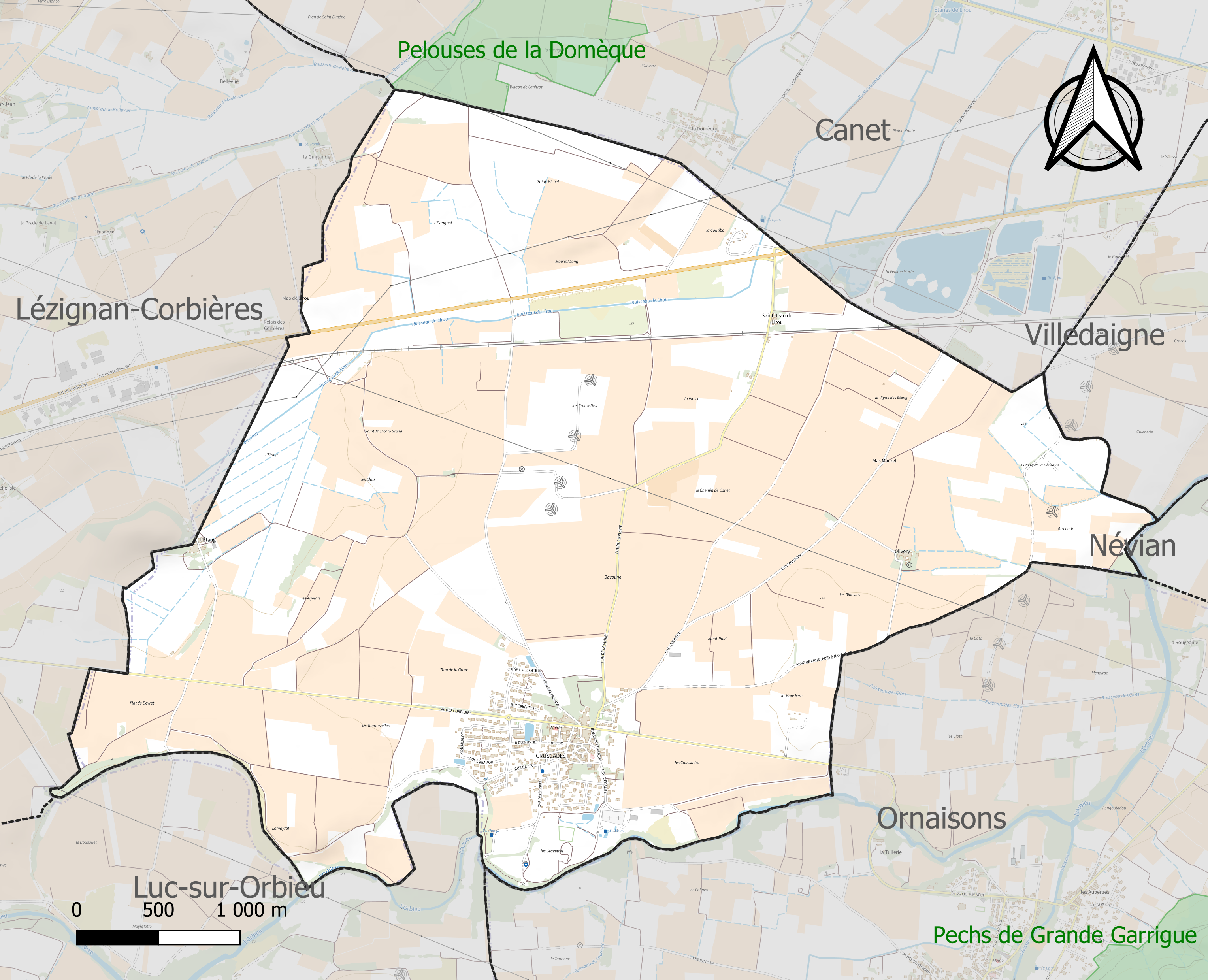
Carte de la ZNIEFF de type 1 sur la commune.
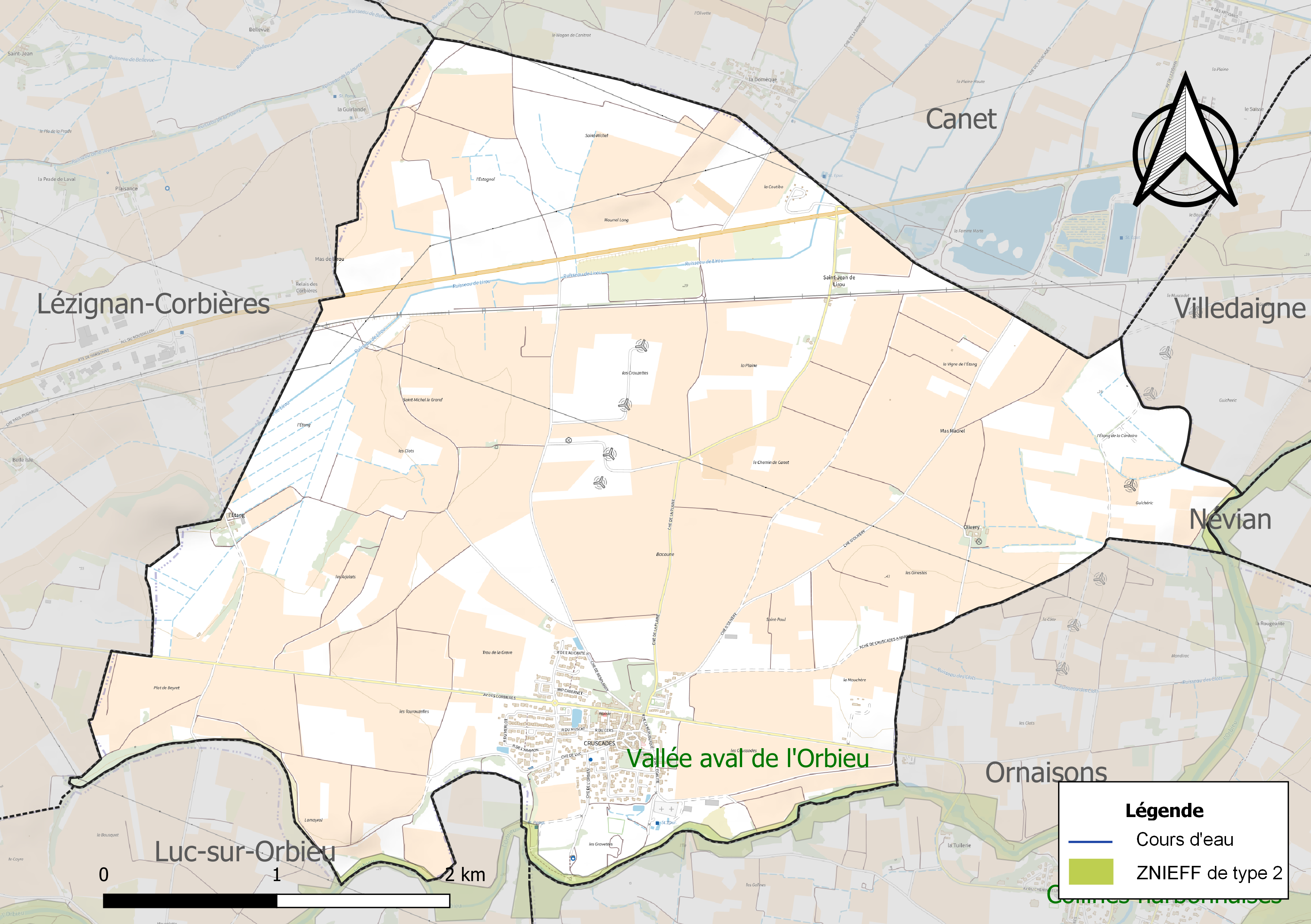
Carte de la ZNIEFF de type 2 sur la commune.

## Urbanisme

### Typologie
Au 1er janvier 2024, Cruscades est catégorisée bourg rural, selon la nouvelle grille communale de densité à 7 niveaux définie par l'Insee en 2022.
Elle est située hors unité urbaine. Par ailleurs la commune fait partie de l'aire d'attraction de Narbonne, dont elle est une commune de la couronne,. Cette aire, qui regroupe 71 communes, est catégorisée dans les aires de 50 000 à moins de 200 000 habitants,.

### Occupation des sols
L'occupation des sols de la commune, telle qu'elle ressort de la base de données européenne d’occupation biophysique des sols Corine Land Cover (CLC), est marquée par l'importance des territoires agricoles (100 % en 2018), une proportion identique à celle de 1990 (100 %). La répartition détaillée en 2018 est la suivante : cultures permanentes (84,6 %), zones agricoles hétérogènes (9,4 %), terres arables (6 %). L'évolution de l’occupation des sols de la commune et de ses infrastructures peut être observée sur les différentes représentations cartographiques du territoire : la carte de Cassini (XVIIIe siècle), la carte d'état-major (1820-1866) et les cartes ou photos aériennes de l'IGN pour la période actuelle (1950 à aujourd'hui).

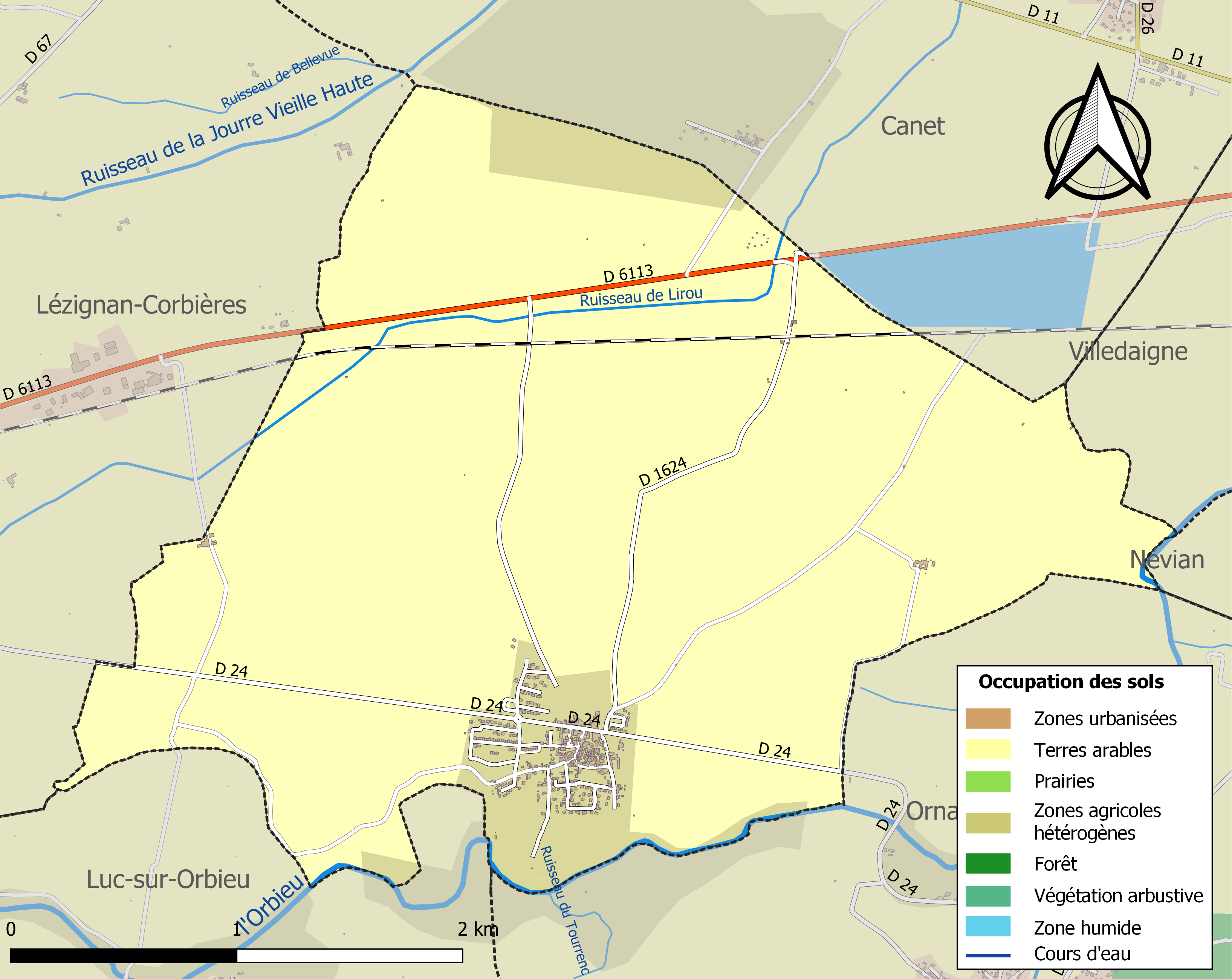
Carte des infrastructures et de l'occupation des sols de la commune en 2018 (CLC).

### Risques majeurs
Le territoire de la commune de Cruscades est vulnérable à différents aléas naturels : météorologiques (tempête, orage, neige, grand froid, canicule ou sécheresse), inondations et séisme (sismicité faible). Il est également exposé à un risque technologique, le transport de matières dangereuses. Un site publié par le BRGM permet d'évaluer simplement et rapidement les risques d'un bien localisé soit par son adresse soit par le numéro de sa parcelle.

#### Risques naturels
Certaines parties du territoire communal sont susceptibles d’être affectées par le risque d’inondation par débordement de cours d'eau, notamment l'Orbieu. La commune a été reconnue en état de catastrophe naturelle au titre des dommages causés par les inondations et coulées de boue survenues en 1982, 1992, 1996, 1997, 1999, 2005, 2006, 2009 et 2014,.

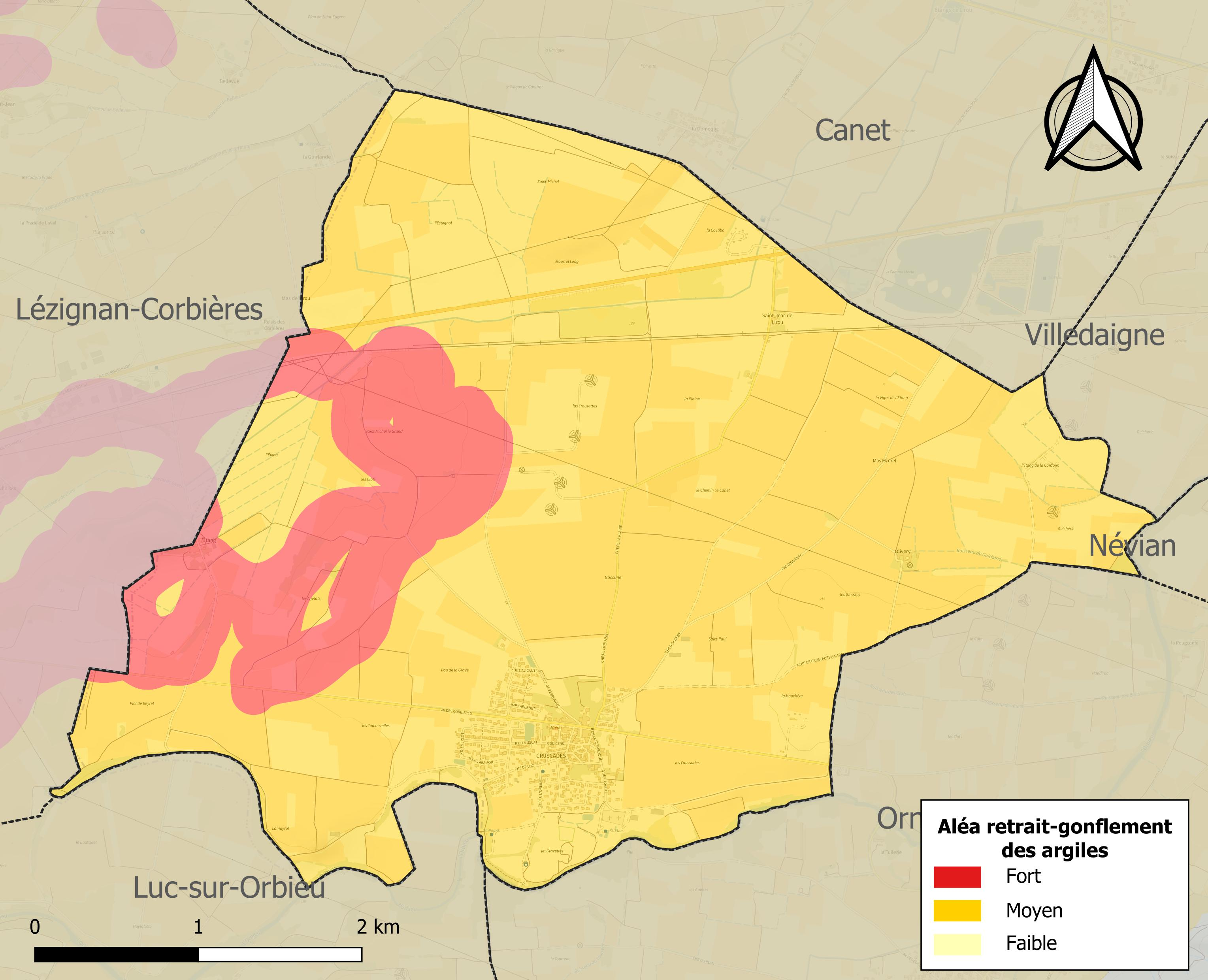
Carte des zones d'aléa retrait-gonflement des sols argileux de Cruscades.

Le retrait-gonflement des sols argileux est susceptible d'engendrer des dommages importants aux bâtiments en cas d’alternance de périodes de sécheresse et de pluie. La totalité de la commune est en aléa moyen ou fort (75,2 % au niveau départemental et 48,5 % au niveau national). Sur les 364 bâtiments dénombrés sur la commune en 2019, 364 sont en aléa moyen ou fort, soit 100 %, à comparer aux 94 % au niveau départemental et 54 % au niveau national. Une cartographie de l'exposition du territoire national au retrait gonflement des sols argileux est disponible sur le site du BRGM,.

#### Risques technologiques
Le risque de transport de matières dangereuses sur la commune est lié à sa traversée par une route à fort trafic et une ligne de chemin de fer. Un accident se produisant sur de telles infrastructures est en effet susceptible d’avoir des effets graves au bâti ou aux personnes jusqu’à 350 m, selon la nature du matériau transporté. Des dispositions d’urbanisme peuvent être préconisées en conséquence.

## Toponymie

### Étymologie
D'après le "Dictionnaire étymologique des noms de lieux de France" de Dauzat et Rostaing (Larousse, 1963), Cruscades constituerait "une énigme toponymique". Plusieurs auteurs, dont les noms suivent, ont donné quelques hypothèses plus ou moins plausibles :

« Le lieu historique tirerait son origine du mot crusca, lequel, en dialecte ibérique, signifie un creux, un fossé, un silo. Cruscades serait « le bourg des silos ». Mais l'origine est obscure ; il faut peut-être chercher dans l'occitan cruscar « broyer ». C'est aussi une énigme toponymique : c'est un nom unique en son genre ; on pense cependant à un nom gallo-romain de villa à suffixe anum, pluriel anas (finale atone), appliqué à un sobriquet dérivé de crusculum, latin, petite jambe, par exemple Cruscatus ; on connaît comme surnom Crucellio. - gallo-romain (?). »

L'hypothèse qui fut formulée par le Dr Lemoine, selon laquelle Cruscades dériverait d'un nom gallo-romain (avec suffixe -anum) ne paraît pas crédible, car nous aurions hérité d'un toponyme avec suffixe -an (comme Fabrezan, Lézignan, Moussan, etc.).
Parmi les hypothèses curieuses, si l'on admet que la bataille de l'Orbieu, en 793, s'est déroulée près de Cruscades, on retiendra deux interprétations : le village de Cruscades tirerait son nom de deux mots latins : crux (croix) et cadere (tomber). Il désignerait l'endroit où la Croix, signe des combattants chrétiens, est tombée sous les coups du Croissant, signe des combattants sarrasins. Cruscades pourrait venir aussi du mot occitan : Cruc (sommet de la tête) et de la terminaison ada (substantif exprimant le résultat de l'action). Quand on a deux têtes qui se heurtent, on a une crucada. Ces hypothèses ont été développées par l'abbé Joseph Graves (1907-1991).
Georges Sénié pense que l'une des premières appellations du village : Aruscadae pose problème. L'abbé Sabarthès, dans son Dictionnaire Topographique de l'Aude, écrit qu'il doit s'agir d'une erreur de transcription et qu'il faut lire Cruscadae. Mais rien n'autorise formellement qu'il faille éliminer ladite appellation Aruscadae. On a la preuve, grâce à des découvertes archéologiques réalisées par l'abbé Toustou au début du XXe siècle dans le périmètre de l'église, que l'existence du bourg de Cruscades remonte au moins au début du Haut Moyen Âge : on a trouvé entre autres vestiges un fragment de l'épitaphe d'un nommé Pentadia datant du règne de Récarède Ier, roi des Wisigoths de l'an 586 à l'an 601, année de sa mort à Tolède. Ce Pentadia devait être un riche propriétaire et Cruscades le siège d'une vaste villa gallo-romaine (à l'instar de celles du "Pla de Beyret" et de la « Métairie de Saint-Michel », aujourd'hui « Resplandy »). Si le toponyme de Cruscades demeure bien une énigme, on ne peut pas éliminer cependant l'hypothèse d'un nom de lieu d'origine wisigothique : c'est pour cette raison que l'on doit conserver la graphie Aruscadae.
À la fin du mois de mars 2009, un Cruscadèl a trouvé, du côté des « Condamines » (pièce de terre située à gauche de la D 24, à la sortie du village, en allant vers Ornaisons, juste après la cité de la Bacaune), des fragments de céramiques (briques, sigillées, poteries...) qui, lors d'une première expertise, ont été datés comme appartenant à une période s'étendant du Ier siècle au début du Moyen Âge. Ceci remet en cause l'hypothèse qui accréditait l'existence d'un « premier Cruscades », entre le IIe siècle av. J.-C. et le Ve apr. J.-C., sur le site « Plat-de-Beyret/Resplandy » (P. de B./R.) : donc, plus près du Cruscades actuel (à environ 250 mètres à vol d'oiseau de l'église, vers l'est), existait un autre site humanisé (sans doute un domaine agricole) aux origines contemporaines de « P. de B./R. », mais qui a dû subsister, peut-être jusqu'au milieu du VIIIe siècle.
Extrait de L’Éclair de Montpellier du 19 avril 1929 (*) :

« A Cruscades, dans l'Aude, ont été faites, ces derniers temps des découvertes qui intéressent l'archéologie, et peut-être la préhistoire. Au pied d'une muraille fort ancienne, si l'on en juge par l'extrême usure des pierres, se trouve un vaste puits de 12 mètres de circonférence, très-solidement construit et curieusement pavé avec des cailloux de rivière. On a supposé d'abord que c'était une citerne. Il fallut abandonner cette hypothèse lorsqu'on vit que le pavage reposait sur une épaisse couche de sable. Ce ne pouvait être un silo, car le sol est trop humide, ni une prison, le pavage en serait usé. Un archéologue a émis l'idée que ça pouvait représenter une glacière peut-être d'origine gallo-romaine. De nouvelles fouilles ont fait découvrir, autour du puits une voûte de maçonnerie, abritant des squelettes et des vases funéraires brisés, sauf un qui a été recueilli entier. Plus loin, on trouva un autre puits, de dimension moindre, pavé plus grossièrement, plein de squelettes qui s'effritaient au contact de l'air. Chaque squelette était enfermé dans une sorte de cercueil en pierres brutes. Nulle inscription, si ce n'est sur un morceau de marbre trouvé presque à fleur de terre, les deux tiers d'une épitaphe en latin, de l'époque wisigothique. Le pavage du grand puits mérite une mention particulière. On y voit trois rangées de pierres en saillie et des traits gravés au burin. Est-ce des lettres appartenant à un alphabet primitif ? On pourrait le soutenir avec quelque vraisemblance. Est-ce des oghams, des runes, ces caractères mystérieux auxquels certains peuples attribuaient un pouvoir magique ? Ne serait-ce pas le résultat unique de la fantaisie extraordinaire d'un ouvrier ? Les signes sont en trop petit nombre, déclare l'auteur de ces découvertes pour en tirer des déductions solides. Il faut attendre d'autres trouvailles avant de porter un jugement. »

Dans la revue Folklore (audois) de 1938, on peut lire un article consacré à certains mots de la langue occitane, en usage dans les pays d'Aude. Le linguiste Louis Alibert, auteur d'un dictionnaire « occitan-français », consacre un chapitre à propos du terme de cièjo, qui désignait un ancien silo creusé dans de nombreuses habitations du village de Montréal-de-l'Aude, et le termine par la remarque suivante : « Notons qu'à la place de "cièjo", des actes montréalais de la fin du XVIe siècle emploient le mot "Cros". Mistral enregistre ce sens : Cros, silo pour enfermer les grains en Albigeois. » Cruscades serait alors le village des silos, ceux découverts tout près de l'église paroissiale ?...

### L'évolution de la graphie de Cruscades
Cruscades, sous l'Ancien Régime, est une commune du diocèse civil et religieux de Narbonne. La paroisse est dédiée à saint Jean l'Évangéliste ou l'Apôtre. L'archevêque de Narbonne en était le seigneur justicier (basse, moyenne et haute justice). Cruscades faisait partie de la sénéchaussée de Carcassonne et de la généralité de Montpellier.
Évolution de la graphie du nom de Cruscades :
- Aruscadae = Cruscadae, 1107[35] ;
- Cruscadas, 1156[36] ;
- Castrum de Cruscadas, 1157[37] ;
- Crusquadas, 1537[38] ;
- Cruscades, 1781[39] ;
- Cruscàdos[40] ;

## Histoire
Cruscades a été humanisé bien avant notre ère, si l'on se fie aux découvertes des archéologues. Le site du Pla-de-Beyret, associé à celui du Plo-de-Beyret (il en est fait mention un peu plus bas, avec celui de Resplandy ) prouvent sans conteste que les environs immédiats du Cruscades actuel furent occupés dès l'époque gallo-romaine. Par ailleurs, de ce même site du Plo-de-Beyret, l'archéologue Régis AYMÉ nous apporte une information importante, à la suite de constatations faites en 2006 : " Un défoncement a mis au jour, dans une parcelle dominant l'ancien et rive de l'Orbieu, un site de l'Âge du Fer d'une superficie d’environ 1500 m². Le mobilier recueilli en surface se compose de nombreux tessons d'amphores micacées d'origine massaliète, de céramique ibéro-languedocienne à pâte claire dont le décor peint n'est pas conservé. Deux petits fragments de coupes à vernis noir de type ionien permettent de situer l'ensemble vers la fin du 1er Âge du Fer ou le début du second. La poterie indigène modelée est pratiquement absente. À l'extrémité de la partie du terrain anciennement occupée, est visible  une aire de terre rubéfiée d'environ 9 m x 5 m, contenant de nombreux éléments de terre cuite d'environ 10 cm d'épaisseur, dans lesquels on remarque des empreintes de végétaux, et présentant une seule face régularisée. Il s'agit certainement des restes d'une structure de cuisson, dont on ne peut dire, faute de fouille, s'il s'agit d'un four domestique ou d'une installation potière, qu'aucun autre indice ne permet d'envisager. Dans un angle de la parcelle, on voit la trace d'un fossé de 40 mètres de long et de plusieurs de large, d'époque indéterminée."Toujours en 2006, un autre site important a été révélé à l'occasion d'un défonçage au lieu-dit l'Amayral. Ce site a bénéficié d'une prospection systématique et d'un ramassage en surface, prospection que l'on doit à deux archéologues : Régis AYMÉ (déjà cité) et Guy RANCOULE. La quasi-totalité des vestiges se concentre sur une petite surface de 1500 m² en bordure de laquelle le soc de la charrue a soulevé des restes d'un four (parois en terre cuite, terre rubéfiée, galets de 10 à 20 cm de diamètre). Au nord-est de la parcelle, sur une longue traînée de 10 m de long et 2 de large (peut-être un fossé comblé), la charrue a exhumé des fragments de tuiles et de la vaisselle commune tardive. Au centre de ladite parcelle, les archéologues ont trouvé des vestiges gallo-romains. Au niveau de la céramique, il s'agit presque exclusivement de productions tournées de technique méditerranéenne, importée, ou d'origine régionale, de formes connues et standardisées (Cf. Dicocer 1993). Les morceaux d'amphores relevés datent du VIe siècle avant notre ère, et évoquent les productions grecques attiques ; un tesson isolé, à pâte beige, portant des vestiges de peinture externe brun noir (technique dite "à la brosse"), pourrait provenir d'une amphore des mêmes provenance et époque.Des vases de tables possiblement d'origine grecque orientale, des céramiques grises monochromes, des fragments de céramiques ibéro-languedociennes (provenant de grands vases), des tessons de poteries modelées, des débris d'os, des restes probables d'un four domestique, des fragments de coquilles de moule, etc., complètent le tout. Selon les archéologues, le site recèle en profondeur d'autres et nombreux vestiges. Les archéologues soulignent que le gisement étudié de l'Amayral se situe non loin du principal itinéraire ancien en direction de l'ouest. Et d'ajouter : Les intrusions attribuables à des périodes postérieures recueillies dans la première zone sont rares : une anse de pâte grise dure, probablement tardo-romaine, quelques tessons à cuisson oxydante, dont un fond de pot de technique gallo-romaine, un fragment de plomb, un poids cylindrique de 480 g, en plomb, avec des trous de suspension. Du milieu du champ proviennent 21 fragments, issus de plusieurs amphores d'époque romaine, dont un bord subvertical incomplet de la forme Pascual 1, ou assimilée, et un autre fragment d'amphore à lèvre oblique et rectiligne assez longue. De la partie nord-est, proviennent deux fragments d'une coupelle à pâte grise, dure, mal épurée (...), trois fragments de poterie à cuisson oxydante, un bord d'urne (...) et quelques autres fragments atypiques, tous attribuables à des vases de formes et de technique propres aux productions régionales de l'Antiquité tardive ou du haut Moyen Âge..." On retiendra de tout cela, qu'à une faible distance de Cruscades (au sud-ouest), vivaient des hommes vers le VIe siècle avant notre ère, et que le site fut occupé irrégulièrement jusqu'au Ve – VIe siècle après J.-C..

## Un vieux manuscrit
D'après un manuscrit, rédigé par un ancien prêtre et cité par l'abbé Joseph Graves (ce document n'a pas été retrouvé), il était écrit que « parmi les villages environnants sur les bords de l'Orbieu, Cruscades, seul, se trouve à l'abri des inondations et convient excellemment à la construction de silos, en raison de sa situation légèrement surélevée par rapport au niveau de la rivière, même en période de fortes crues ». Or, la terrible inondation du 12-13 novembre 1999 a démenti cette croyance ancestrale puisque, pendant la nuit, les eaux arrivèrent jusqu'à la D 24 en inondant une partie des maisons situées le long des rues de l'Égalité et de la République. Mais il est vrai cependant que, de mémoire de Cruscadèls, on n'avait jamais vu pareille catastrophe, et les plus âgés ne se souvenaient pas avoir entendu parler de pareils événements. (Il faut toutefois noter que le niveau de la crue fut loin d'atteindre l'église.) Entre 2000 et 2008, d'importants travaux de protection contre la montée des eaux ont été entrepris. Un peu plus loin, ledit curé ajoute : « La plaine (de Cruscades) devait être le véritable grenier de la région ». En 1927-1928, une sorte de grand puits fut mis au jour près de l'église, du côté du nord-est. De nombreuses hypothèses ont été émises, certaines peu crédibles. Mais il est communément admis que cette grande fosse circulaire devait être une glacière datant du Moyen Âge. C'est d'ailleurs l'opinion de l'abbé Giry.
Dans le Dictionnaire de Girault de Saint-Fargeau, au chapitre du département de l'Aude, on peut lire : "À Cruscades, l'Orbieu a abandonné insensiblement, et par des relais successifs, son ancien lit (côté gauche), et, coulant plus avant dans le territoire de Luc, il a laissé une assez grande quantité de terrain qui, exhaussé par les limons alluviaux, est très fertile..." C'est la terrasse alluviale dite de "Grazas". Jusqu'au début du XIXe siècle, l'Orbieu se divisait en deux bras en cet endroit (voir carte du diocèse de Narbonne, du XVIIIe siècle). L'eau du bras aujourd'hui mort alimentait un moulin hydraulique construit au XIIe siècle : on le sait grâce à l'Inventaire Rocques, déposé au Département des Archives de Narbonne, ce qui est confirmé par le livre de comptes du Baille de Canet, Aymeric SOLAS, qui se trouve dans les "Archives secrètes" vaticanes et dont nous avons eu copie. Ce livre a été dépouillé par M. Sylvain DURAND, archéologue (Oupia - Hérault).

### Les origines de l'actuel Cruscades
Le village primitif existait, selon des sources écrites, dès le IXe siècle, sous la forme de quelques maisons construites sur une motte naturelle (toujours visible, là où se dresse aujourd'hui la « Maison Tauja », propriété de la famille Ayraud) ; il dépendait de la temporalité de l'archevêque de Narbonne, seigneur en toute justice de Cruscades. Ces quelques maisons se protégeaient derrière une solide palissade (la construction des remparts en dur se déroula dès 1196). Il ne reste aujourd'hui aucune trace de la maison dite "seigneuriale", si ce n'est un fragment de fenêtre en grès de Fontfroide, observable depuis l'impasse qui mène derrière la maison de M. Ayraud. Cependant, des vestiges archéologiques prouvent que le site actuel du village de Cruscades fut humanisé bien avant le IXe siècle : une épitaphe datant du roi wisigoth Récarède Ier ou Reccared Ier (de 586 à 601) a été retrouvée à Cruscades. Il faut signaler également deux habitats antiques : lieux-dits du « Pla de Beyret » (Ier siècle av. J.-C.-IIIe siècle apr. J.-C.) et de « Resplandy » (Ier siècle av. J.-C. - Antiquité tardive) ; celui-ci était appelé naguère « Métairie de Saint-Michel ».
Par une charte de 1157, Louis VIII confirme à Bérenger, archevêque de Narbonne, les privilèges et les possessions que lui et ses prédécesseurs avaient reçus des rois, entre autres le château de Cruscades, « castrum de Cruscadas ».
Au cours d'un concile provincial, l'archevêque Bernard Gaucelin excommunia publiquement, comme dévastateur et pilleur d'églises, un certain Nicol, qui, avec sa bande, ravageait le pays depuis le château de Cruscades où il avait établi son quartier général. Le brigand aragonais avait osé établir un péage à Cruscades sur l'ancienne voie romaine qui menait de Narbonne à Carcassonne. Mais le successeur de Bernard, l'archevêque Bérenger, qui possédait entre  autres les châteaux de Capestang et de Cruscades, confia leur administration à l'Aragonais, au grand dam du pape Innocent III qui dressa un réquisitoire, en 1204, contre ledit Bérenger.

### Le Moyen Âge
Un document des archives de Narbonne signale l'existence des remparts au XIIe siècle. Pendant cette époque troublée par les incursions des troupes étrangères et le passage des brigands, les habitants de la communauté s'engagent à verser à Ramon Filhol, alors châtelain du lieu  (il était en fait bayle c'est-à-dire représentant du seigneur-archevêque de Narbonne), la somme de 2 700 sols melgoriens pour subvenir aux frais « du bastimant des murailhes dudit Cruscades et faictes sous le bon plaisir du seigneur Archevêque ».
On a pu retrouver les vestiges de ces remparts à l'occasion de la pose des canalisations du tout-à-l'égout, dans les années-1930, mais surtout lorsque la municipalité réalisa le projet fontinal (fin des années/1950-début des années-1960) : la pelle mécanique a soulevé les fondations d'un mur, infrastructure de la vieille enceinte bâtie avec un mortier réalisé avec de la chaux (liant), du sable, du gravier et des cailloux plus ou moins gros, selon la technique en usage au Moyen Âge. Si l'on observe les maisons du vieux Cruscades, on constate que parmi les matériaux utilisés, on distingue la présence fréquente du très beau grès de Fontfroide (grès turonien d'un bel orangé), celle de la pierre de Ferrals (tuf du quaternaire), et de cailloux roulés (galets).
Pendant la croisade contre les Albigeois, Simon de Montfort, alors duc de Narbonne, occupe le Lézignanais et entre en conflit avec le nouvel archevêque, Arnaud Amaury. Il enlève tous les châteaux du vicomte Amaury de Narbonne, dont il reçoit l'hommage. En 1226, Pierre Amiel, nouvel archevêque, reçoit 400 livres en compensation pour les terres dont il a été dépossédé par Simon de Montfort, puis par Amaury de Montfort qui va les céder en 1224 au roi Louis VIII. Ce dernier les rétrocédera à Guy de Montfort, à savoir Sérame, Lengoust, Tourouzelle, Castelnau, Conilhac, Caumont.
Ces seigneuries resteront rattachées à la seigneurie de Lézignan jusqu'à la Révolution. En 1258, une châtellenie est créée par Louis IX à Lézignan, mais n'en feront pas partie les paroisses relevant soit de la vicomté de Narbonne, soit de l'archevêché ou du chapitre de Saint-Just et Saint-Paul, comme Cruscades, Canet...
Dans la deuxième moitié du XIVe siècle, Cruscades, toujours sous la domination seigneuriale de l'archevêque de Narbonne, figure dans l'inventaire de ses revenus et de ses droits : le château, le moulin, le four, les étangs et les garennes, la moitié du droit de pêche, l'entier droit de chasse. Les étangs se situaient : l'un près du domaine actuel d'Olivéry, l'autre à proximité du terroir de Lézignan (domaine de l'Étang des Colombes).

#### Guerre de Cent Ans
Un document isolé faisant partie des archives paroissiales du village d'Ouveillan atteste que Cruscades fut pillé pendant la guerre de Cent Ans. Au XVIIe siècle, Me Amadou, recteur de cette communauté, entreprit d'étudier tous les documents dont il pouvait disposer. C'est dans l'une de ces pièces d'archives (datée du 6 août 1368) que Cruscades est évoqué. À ce moment-là, Ouveillan continuait le bâtiment de ses murailles (remparts). On peut y lire : «...Pendant le temps de la construction, il vint beaucoup d'ennemis aux environs de Narbonne qui ravageaient les campagnes et qui massacraient les gens, et surtout ils firent beaucoup de ravages à Canet, à Cruscades et à Truilhas.. ».
Cruscades avait construit ses remparts dès 1196. L'attaque des compagnies de brigands se déroule presque deux cents ans après l'érection des murailles. On peut légitimement se demander si l'on avait régulièrement procédé à l'entretien de l'enceinte. Le royaume de France était alors en plein marasme à cause de la guerre dite « de Cent Ans », dont le prétexte remonte à la mort de Charles IV, fils de Philippe IV le Bel, resté sans héritier : en 1340, Édouard III d'Angleterre, petit-fils de Philippe le Bel, va soudainement réclamer la couronne de France. Le conflit, long et ruineux, se terminera, sans qu'aucun traité bilatéral ne fût signé, en 1453 ; les Anglais conservèrent Calais, qu'ils ne rendirent seulement qu'en 1558. En 1404, le délégué de l'archevêque de Narbonne, Jean Corsier, entreprit la visite d’une bonne partie des paroisses circonvoisines du siège archiépiscopal (plus d'une vingtaine). Il est noté dans les rapports d'inspection que certains dégâts faits aux édifices religieux le furent pour cause de guerre.

### LeXVIesiècle
Les « Recherches diocésaines de Narbonne » () du début du XVIe siècle, réalisées en 1537 à Cruscades, vont poser les bases d'un nouveau cadastre de la paroisse (territoire communal) en définissant les limites, en dressant l'inventaire des maisons et des terres en présence des consuls Arnaud Tourdes et Jordy Ramon (on les fait jurer sur les « quatre saints évangiles » de fournir aux géomètres patentés et arpenteurs désignés sous les termes de « prodomes et destrayres » dans le texte de 1537, tous les renseignements possibles, en toute loyauté). Parfois, à défaut de repères géodésiques naturels (comme certains arbres réputés vivre très vieux, par exemple), les préposés aux « Recherches » édifiaient de petits tas de pierres en guise de bornes, appelés « senhols » (signaux).
Les terres cultes et incultes représentent 3 739 sesterades, soit environ 850 hectares. Le bourg qui couvre une surface réduite se compose de « la vyllo, gleysos, sementery, hyeros, jardyns » (ville, églises, cimetière, aires de dépiquage, jardins). On note 15 maisons ou «ostals», 6 « patus » (enclos murés) et 6 « cortals» servant de dépendances agricoles. Les terres à céréales, les vignes, les olivettes et les prés s'étendent sur près de 50 % du terroir ; le reste des terres est signalé en friche, « terros ermos », constituant des vacants voués, la plupart du temps, à la dépaissance. Il fallut attendre l'ordonnance royale de 1770 pour que l'on assistât au défrichement de nombreuses parcelles dites « en non valeur », qui furent le plus souvent plantées en vignes (elles donnaient une petite piquette, dont une partie était distillée à Canet-d'Aude).

### L'expansion duXVIIIesiècle
Le début du XVIIIe siècle fut dramatique pour les populations : l'hiver de 1709 fut sibérien ! Le gel, qui dura plusieurs semaines, anéantit la quasi-totalité des oliviers, occasionnant a posteriori la ruine de nombreux moulins à huile, faute d'activité. À Cruscades, quatre cents oliviers périrent.
La construction du pont sur la rivière de l'Orbieu, entre les communes de Cruscades et d'Ornaisons, qui dura de 1745 à 1752, obligea les États de Languedoc à mettre en service une nouvelle route pour relier l'ouvrage à Lézignan. Il fallut aussi se pencher sur l'aménagement des relais de poste qui s'égrenaient le long de ce grand chemin dit « de Carcassonne à Narbonne ».
Jusqu'en 1755, ils se trouvaient basés, dans le Lézignanais, à Villedaigne, Lézignan et Moux ; ces relais appartenaient à la famille Théron depuis la fin du XVIIe siècle. Pour équilibrer les distances entre lesdits relais, on déplaça celui de Lézignan à Cruscades. Le relais de Poste aux chevaux fut établi dans une dépendance située tout près de l'actuelle maison-Fabre. La toponymie nous le rappelle : la vigne située derrière le parc d'agrément de ladite famille Fabre s'appelait La Poste. Les Cruscadèls virent ainsi passer des voyageurs anonymes, mais aussi les équipages de personnalités de la Province, et même, le 4 février 1814, le pape Pie VII, qui s'arrêta une vingtaine de minutes à Cruscades où l'on procéda au changement d'attelage ; il fut harangué par le curé de Cruscades, Me Boyer, en compagnie de tous les Cruscadèls venus en nombre vivre l'événement et qui reçurent la bénédiction papale. Le village avait été envahi par des dizaines de calèches et autres berlines : toute la bonne société de Narbonne suivait le saint cortège dans un désordre indescriptible, chacun désirant être en bonne place pour suivre le Pontife... À partir de 1849, la construction d'un pont sur l'Orbieu à Villedaigne sonna la fin du relais de poste de Cruscades. (Rappelons qu'un relais de poste se trouvait déjà, entre le Ier siècle av. J.-C. et le IIIe apr. J.-C., au lieu-dit « Pla de Beyret », sur l'ancienne voie romaine. Le "patois" Veyret dérive du latin veredus qui signifie : cheval de poste.) Antoine Théron confia la gestion du relais à l'un de ses postillons, un nommé Laval, qui fut rapidement en conflit avec le Conseil de la Communauté à cause de ses prétentions indues : il souhaitait que le Conseil mît à sa disposition un logement et des locaux, ainsi que des champs pour faire pâturer les chevaux du relais. Les Consuls cruscadèls firent valoir qu'ils n'avaient pas à se mêler d'une affaire privée. Laval réalisa finalement les travaux nécessaires à ses activités professionnelles, moyennant l'avance d'une certaine somme par le bourg de Lézignan. Il n'était pas rare que le Conseil eût à faire face à des conflits d'intérêts. Cela occasionnait des frais. On peut citer le cas du seigneur de Lézignan, le maréchal de Bellisle, qui exigeait que Cruscades fît recreuser le ruisseau du Lirou, « rec » qui drainait les eaux pluviales de l'Etang-Fabre, ce que le Conseil refusa d'exécuter en faisant valoir ses droits. Il y eut aussi le recteur (prêtre) Foulquier qui mit en demeure la communauté de faire procéder aux réparations de la maison curiale qui menaçait ruine : on lui trouva un logement chez l'habitant, en attendant une restauration qui traîna pendant près de vingt-cinq longues années. On peut également citer le cas de « l'advocat Octavian Domec » qui s'opposa à la communauté de Cruscades pour un problème de terres. (Cet avocat Domec est à l'origine du nom de lieu de « la Domèque », hameau situé près de Canet-d'Aude.) Également on peut évoquer le conflit "Communauté vs le sieur de Robert", à propos des dégâts occasionnés à ses propriétés par les troupeaux. Vers 1740, on comptait près de 800 bêtes à laine sur le seul territoire de Cruscades. De Robert porta l'affaire devant le Parlement de Toulouse et eut gain de cause. Il fut indemnisé sur les deniers de la communauté. Cela incita les consuls à prévoir dans les « dépenses ordinaires », une somme de 50 livres pour entretenir un garde-terroir afin de surveiller les pasteurs. De tout temps, les pasteurs et les laboureurs furent en conflit.
Au cours d'un grand nettoyage des abords du monument aux morts dans les années 1980, on découvrit d'anciennes pierres tumulaires, des stèles et monuments funéraires entassés sous une épaisse couche de terreau, en face du presbytère, côté est. Parmi ces vestiges, une pierre portait l'inscription « De Robert ». On ignore où ont été déposés ces vestiges. Lors de la construction du monument aux morts pour honorer la mémoire des jeunes Cruscadèls tombés au champ d'honneur, on déplaça de nombreuses stèles et pierres tumulaires que l'on entreposa non loin. Le vieux cimetière de Cruscades, qui s'étendait tout près de l'église Saint-Jean, commença à être déserté dès la fin des années 1870, quand on créa le "cimetière neuf", --- il est aujourd'hui le cimetière vieux, puisque l'on assit une troisième nécropole, dans les années 1970, au lieu-dit la Caussade.

### Histoire de fours
Dans le « Livre Vert » (ainsi appelé à cause de la couleur de sa couverture), rédigé à l'initiative de Pierre de La Jugie, archevêque de Narbonne (1347-1375), on lit, au chapitre de Cruscades (« De Cruscadis ») que le seigneur archevêque possède « un four propre avec droit de fournage : à chaque cuisson, il a droit à un pain sur trente pains cuits ». (Au début du XVIIIe siècle, la redevance fut convertie en une albergue d'une croix d'or d'une valeur de 10 livres.) Il tenait aussi un moulin banal avec droit de mouture (ce moulin fut construit au XIIIe siècle sur un bras de l'Orbieu qui passait alors, là où se dresse aujourd'hui le vieux château d'eau, au chemin de Luc, vers « Grasas »). Ce moulin fut la propriété, à l'origine, d'une famille de Villedaigne.
Le 8 novembre 1699, Guillaume Bonnafous, fermier du four « banier » (ou banal) de la communauté poursuit en justice Jean Barthes, « bayle » (le « bayle » ou « baille », du latin « bajulus », est le représentant du seigneur-archevêque à Cruscades), qui fait cuire son pain dans un autre four que celui de la communauté, à la métairie de Resplandy (du nom de son propriétaire d'alors, un certain Paul Resplandi, originaire de Narbonne) ; on l'appelait aussi « mettérie de saint Michel ». La justice tranchera dans ce conflit.
Au XVIIIe siècle, l'archevêque de Narbonne, seigneur de Cruscades, baille (au sens de « bail ») à la communauté un « four noble » (non sujet à l'impôt) à cuire le pain, moyennant une albergue (taxe) d'une croix d'or. Ce four était situé «près du portail» (au sud du village) ; il sera vendu par l'archevêché, en 1732, à la communauté qui l'affermera. De strictes conditions engagent le fermier : il fournira tout le bois nécessaire au chauffage du four, qu'il fera fonctionner chaque jour depuis la saint Jean-Baptiste (24 juin) jusqu'au 15 août, pendant le temps de la récolte.
Durant plusieurs semaines d'été, Cruscades voyait arriver les « estibandiers » ou ouvriers saisonniers chargés des moissons. Le reste de l'année, le four fonctionnait les mardis et vendredis. Le fermier prélevait la valeur d'un pain tous les trente enfournés (1 pour 30), mais rien sur les gâteaux, selon un usage immémorial.
Au tout début du XIXe siècle, ce vieux four fut démoli pour permettre l'agrandissement d'une rue et la construction d'une place. Vers 1894-95, Jean Labrousse, boulanger, acheta l'ancien four Aragon, construit au cours du XIXe siècle, et le four communal qui lui faisait concurrence et qu'il fit démolir vers 1923-1924.

## Politique et administration

### Découpage territorial
La commune de Cruscades est membre de la communauté de communes de la Région Lézignanaise, Corbières et Minervois, un établissement public de coopération intercommunale (EPCI) à fiscalité propre créé le 20 décembre 2012 dont le siège est à Lézignan-Corbières. Ce dernier est par ailleurs membre d'autres groupements intercommunaux.
Sur le plan administratif, elle est rattachée à l'arrondissement de Narbonne, au département de l'Aude, en tant que circonscription administrative de l'État, et à la région Occitanie.
Sur le plan électoral, elle dépend du canton du Lézignanais pour l'élection des conseillers départementaux, depuis le redécoupage cantonal de 2014 entré en vigueur en 2015, et de la première circonscription de l'Aude  pour les élections législatives, depuis le redécoupage électoral de 2010.

### Liste des maires
| Période                                  | Période | Identité               | Étiquette    | Qualité |
| ---------------------------------------- | ------- | ---------------------- | ------------ | ------- |
| mars 2008                                | 2014    | Jean-Claude Morassutti | apparenté PS | Maire   |
| mars 2001                                | 2008    | Roger Dedieu           | apparenté PS | Maire   |
| Les données manquantes sont à compléter. |         |                        |              |         |

## Population et société

### Démographie
L'évolution du nombre d'habitants est connue à travers les recensements de la population effectués dans la commune depuis 1793. Pour les communes de moins de 10 000 habitants, une enquête de recensement portant sur toute la population est réalisée tous les cinq ans, les populations de référence des années intermédiaires étant quant à elles estimées par interpolation ou extrapolation. Pour la commune, le premier recensement exhaustif entrant dans le cadre du nouveau dispositif a été réalisé en 2005.

En 2022, la commune comptait 940 habitants, en évolution de +4,79 % par rapport à 2016 (Aude : +2,65 %, France hors Mayotte : +2,11 %).
| 1793 | 1800 | 1806 | 1821 | 1831 | 1836 | 1841 | 1846 | 1851 |
| ---- | ---- | ---- | ---- | ---- | ---- | ---- | ---- | ---- |
| 173  | 191  | 284  | 280  | 309  | 287  | 264  | 262  | 218  |

| 1856 | 1861 | 1866 | 1872 | 1876 | 1881 | 1886 | 1891 | 1896 |
| ---- | ---- | ---- | ---- | ---- | ---- | ---- | ---- | ---- |
| 286  | 351  | 373  | 403  | 460  | 489  | 508  | 517  | 513  |

| 1901 | 1906 | 1911 | 1921 | 1926 | 1931 | 1936 | 1946 | 1954 |
| ---- | ---- | ---- | ---- | ---- | ---- | ---- | ---- | ---- |
| 503  | 471  | 454  | 450  | 414  | 440  | 436  | 405  | 386  |

| 1962 | 1968 | 1975 | 1982 | 1990 | 1999 | 2005 | 2006 | 2010 |
| ---- | ---- | ---- | ---- | ---- | ---- | ---- | ---- | ---- |
| 399  | 374  | 341  | 290  | 289  | 324  | 412  | 417  | 538  |

| 2015 | 2020 | 2022 | - | - | - | - | - | - |
| ---- | ---- | ---- | - | - | - | - | - | - |
| 843  | 921  | 940  | - | - | - | - | - | - |

### Enseignement
Choisi par les consuls, le maître d’école devait se pourvoir de lettres de régence délivrées par l’archevêque de Narbonne, seigneur de Cruscades (ou par l'un de ses « grands vicaires » ou vicaires généraux). Ces documents étaient gratis et renouvelables. On demandait aux régents d'être bons chrétiens, de bonnes mœurs, de témoigner d’une vie exemplaire, avant même de s’enquérir de leurs diplômes.

Les régents étaient nommés pour un an : l’année commençait à la Saint-Jean-Baptiste et se terminait donc à la même date de l’année suivante. Lorsqu’un régent était apprécié, les communautés pouvaient renouveler pendant plusieurs années ses services. Quelquefois, le régent tardait à arriver dans la commune : le curé se chargeait alors d’éduquer la « petite jeunesse » ; dès lors, il recevait les gages correspondant à la période de remplacement, gages qu'il reversait le plus souvent à une œuvre de charité. Il n'était pas rare, d'ailleurs, que le recteur (lou ritou) exerçât cet enseignement à temps plein.

Les consuls veillaient à ce que les enfants jouissent d’un bon enseignement, que le régent vive "paisiblement". Le curé du village venait régulièrement à l'école "faire la catéchèse". Il exigeait que l'on plaçât au mur de la classe un crucifix devant lequel, deux fois par jour, les enfants venaient prier. Quelquefois, mais très rarement, le torchon brûlait entre les consuls et l’enseignant, quand ce dernier ne se conformait pas au contrat passé entre celui-ci et la communauté.
Il advenait parfois que deux régents fussent nommés dans un même village, chacun d’eux muni du mandatum épiscopal : des procès s’ensuivaient. En ces occasions, il n'était pas rare de voir la population se scinder en deux camps, chacun soutenant un candidat. Les consuls s'en remettaient à l’Intendant de la Province, compétent pour les affaires scolaires. Mais souvent, « l’affaire ne montait pas si haut » : ils s'adressaient aux pères de familles qui donnaient généralement un avis de bon sens. Il arrivait aussi que lesdits pères demandassent le renvoi de l’instituteur qu’ils ne jugeaient pas compétent. Car, dans la population, il se trouvait des gens instruits qui pouvaient tester le niveau d'acquisition de connaissances des élèves (avancement de l’apprentissage de la lecture et du calcul, de l'expression écrite).
L’enseignement dispensé aux jeunes filles ne pouvait l’être par le régent : les règlements synodaux stipulaient que l’enseignant pouvait être frappé d’excommunication s’il recevait, dans sa classe, des filles, et même s’il était prouvé qu’il leur avait donné des cours particuliers à domicile. Leur éducation était confiée à une régente qui était, le plus souvent, épouse ou fille du régent exerçant depuis un certain temps dans la commune. Les consuls considéraient que la principale mission de ces régentes consistait essentiellement dans l'apprentissage "de ce dont elles auront besoin pour tenir, plus tard, leur foyer" : la couture, le tricotage et le ravaudage, la cuisine, etc. L'enseignement de la morale chrétienne n'était pour autant pas oublié. En somme, on demandait d'abord aux filles de devenir de futures épouses exemplaires. Cependant, on observait de notables différences dans ledit enseignement des filles, selon les communautés. Il en était où les consuls exigeaient que les filles reçussent des cours de culture générale incluant le calcul, la lecture, l'écriture : dans ce cas, ils faisaient appel à une régente diplômée. Mais, généralement, la régente était une bonne mère de famille, sans instruction particulière. Il n'était pas rare, d'ailleurs, qu'elle ne sût point signer la quittance attestant le versement de ses émoluments…
Les ordonnances de 1698 et de 1724 avaient fixé à 150 livres le montant du traitement des régents, mais rares étaient les communes qui appliquaient ce tarif : les sommes qui leur étaient allouées variaient d’une commune à l’autre. Quelquefois même, on se passait du service d’un enseignant : on connaît le cas de villages du Narbonnais, pendant le XVIIIe siècle, qui restèrent plus de cinquante ans sans maître d'école… L’examen des préambules des rôles des impositions concernant les XVIIe et XVIIIe siècles montrent ces nombreuses disparités. Dans leur budget prévisionnel consacré aux dépenses « ordinaires » et « extraordinaires », certains consuls préféraient payer un garde-terroir pour surveiller les récoltes et appréhender quelque voleur, ou pour réprimander un pasteur qui laissait paître ses bêtes dans une prairie privée, plutôt que de se réserver les services d’un enseignant. Mais la plupart du temps, la cause de l’absence d'un régent incombait tout simplement au manque de ressources : les communautés étaient, dans leur grande majorité, nécessiteuses, leurs ressources étant liées aux revenus de l’agriculture (cultures et élevage principalement). Les calamités climatiques pouvaient grever les finances communales pour de nombreuses années. Le terrible hiver de 1709 fut à l’origine de la perte de nombreux troupeaux d’ovins et de milliers d’oliviers. La pression fiscale était insoutenable, qui résultait de l’incurie au plus haut sommet du royaume.
Le régent pouvait cependant assumer d’autres missions comme tenir le greffe consulaire (ancêtre du secrétariat de mairie) ; s’occuper de l’horloge communale ; collecter la taille, etc. À Cruscades, le régent prenait aux enchères la levée de l’impôt et remplissait les fonctions de percepteur et de receveur municipal. Il pouvait recevoir, des parents d’élèves, des contributions en nature (vin, froment, huile…). Il devait parfois, comme cela était consigné dans le contrat, enseigner gratis un certain nombre d’enfants de parents réputés indigents.
LES RÉGENTS CRUSCADELS AVANT 1789
On sait qu’il y eut un régent à Cruscades en 1723, mais on ignore son nom. Les gages avaient été fixés par les consuls à 75 livres : ils ne varieront pas jusqu’à la Révolution.
1724 : BONNAFOUS André (les Bonnafous étaient nombreux à Cruscades). 1725 : CASTAGNET (De 1726 à 1733 : pas de régent) 1734 : TARBOURIECH (De 1735 à 1748 : pas de régent) 1749 : Louis MERCIER 1750-1751 : AZEMAR 1752-1753 : PONTET (Pas de régent en 1754) 1755 : ALIMAN (Pas de régent de 1756 à 1761) 1762-1763 : NEGRE 1764-1765 : CASSAN (Pas de régent en 1766) 1767 : RIBEZAUTES François (Pas de régent de 1768 à 1771) 1772 : FORMIGA (Pas de régent de 1773 à 1774) 1775 : VARENNES 1776 : COMIGNAN Joseph 1777 : BLANCHET Jean 1778 : DE ROBERT André (il y avait une famille DE ROBERT à Cruscades) (Pas de régent de 1779 à 1782) 1783-1784 : Jean ESCLOUPIÉ dit « Janelle ou Janette » 1785-1788 : LIGNÈRES Jean-Antoine  .

### Manifestations culturelles et festivités
Le saint Patron de Cruscades est saint Jean l'Apôtre ou l’Évangéliste, qui se fête le 27 décembre. Depuis des temps immémoriaux, Cruscades a fêté son saint tutélaire, fête qui faisait partie des réjouissances de la Nativité. Jusqu'à ces dernières années, le village organisait trois jours de fête, les 25, 26 et 27 décembre, selon la tradition. (De nos jours, on marque le coup le 27 décembre : le comité des fêtes invite la population à un petit apéritif. On préfère se réserver pour la fête d'été.)
On engageait un orchestre. Les vieux Cruscadèls appelaient ça un « Jazz ». On s'accordait les services de formations venant de villages du Narbonnais, comme celle d'Ornaisons. Sous l'Ancien Régime, on dansait aux sons de la « boudègo » (bodega) que d'aucuns appelaient aussi « sansogno » (sansonha) : c'est la cornemuse ; du « aubouès » (auboès) : hautbois ; de la flûte ; d'un tambourin (parfois constitué d'un pot en grès fermé avec une peau de mouton tannée)...
Il n'y avait pas qu'à la Noël que l'on dansait et ripaillait à Cruscades. Sous l'Ancien Régime, au début de l'été, arrivaient au village les « estibandiers », des ouvriers venus de l'extérieur pour faire la moisson. Cruscades fut, avant la généralisation de la vigne, un grenier à blé en Narbonnais. Après une rude journée de labeur, les hommes prenaient un peu de plaisir en dansant avec les demoiselles du village. Cela pouvait donner lieu, quelquefois, à un mariage. Il arrivait aussi que, longtemps après leur départ, quelque Cruscadèle se trouvât « couflado » (conflada), enceinte.. Mais il se trouvait souvent quelque brave célibataire qui prenait femme et enfant, au grand soulagement des parents de la frivole...
Un peu plus tard s'ajoutera l'accordéon, vers la fin du XIXe siècle. Ce n'est qu'après la guerre de 14-18 que commenceront à essaimer dans nos campagnes ces fameux « jazz ».. Ces fêtes patronales représentaient un  moment fort dans la vie communautaire, une rupture salutaire dans le rythme des jours et des saisons consacrés aux travaux des champs.
Les festivités de Cruscades commençaient par la traditionnelle fête de Noël. La chorale répétait de nouveaux chants sous l'égide du curé. Le vieil harmonium était mis à contribution. Quelquefois, un Cruscadèl qui jouait du violon prêtait son concours.. Parmi les participants, il y avait de belles voix de soprano qui entonnaient en solo les morceaux de bravoure : Minuit Chrétien, Panis Angelicus, Les anges dans nos campagnes, Douce nuit, Sainte nuit, etc. C'était Adeline Sénié ; Mme Dumenjou, l'organiste ; et plus près de nous, Mme Suzanne Auriol.. Pour la Messe de Minuit, l'église était bondée : les femmes et les enfants dans le bas de la nef et les hommes rassemblés à la tribune. Chacun pensait déjà au réveillon. On disait dans les environs, en parlant de la fête de Cruscades : « La festo dé Cruscado, très toupis dabant lé foc ! » (La festa de Cruscadas, tres topins davanç le fòc !) : La fête de Cruscades, trois pots devant le feu ! Les mamètes plaçaient près de l'âtre ces trois « toupins » où mijotaient lentement une estouffade (« estofat » : généralement une daube), un cassoulet (caçolet) et des gras-doubles (tripat) : une « sainte trinité » !
Le lendemain, la jeunesse organisait le tour de table, au moment du repas de midi. Les habitants demandaient que l'on jouât un morceau de musique et donnaient leur obole : cela permettait de payer le « jazz ». Pour compléter la recette, on organisait un loto (« rifle ») dans la salle des fêtes (une ancienne bergerie donnée par M. Fabre, ancien propriétaire, là où se trouve de nos jours le foyer municipal). Généralement, le loto suivait le concert, donné par l'orchestre loué pour les trois jours (au XXe siècle), ce qui ravissait les personnes âgées (on jouait pour eux des « tubes » anciens et du classique). L'endroit était décoré par la jeunesse. Une délégation était chargée d'aller chercher le buis pour orner une scène improvisée et cacher les poutres. On posait des tentures rudimentaires derrière lesquelles les musiciens pouvaient entreposer leur matériel. Les rifles étaient pourvues de lots ; on mettait à contribution les commerçants locaux et forains. Au XXe siècle, il n'était pas rare d'inviter un félibre qui déclamait quelques vers bien sentis dans la « lenga mairala », par lesquels il égratignait gentiment les notabilités cruscadèles (le curé, le maire, quelques personnages hauts en couleur...) Jules Ricalens, le félibre lézignanais, bourrelier de son état, était très prisé. À Cruscades, il y eut d'autres poètes occitans comme Robert Monnier et Léon Auriol ; ce dernier fit partie, pendant ses années parisiennes, où il occupait un poste dans un ministère, de l'association des Audois à Paris ; il s'y trouvait des gens qui devinrent, pour la plupart, des personnalités de premier plan dans notre département.
De leur côté, les instituteurs organisaient le « sapin de Noël » dans la salle commune de la mairie. La population était invitée à écouter les enfants qui avaient appris, le premier trimestre durant, de nouveaux chants. À la fin du spectacle, « Monsieur » et « Madame » distribuaient les cadeaux et les bonbons.
Il y avait d'autres fêtes, religieuses : « le Mois de Marie », les processions du Saint-Sacrement (Fête Dieu). C'était spectaculaire. Le cortège démarrait devant l’église et parcourait les rues du village. En certains endroits, on ménageait une station où l'on avait érigé des autels temporaires ; là, le prêtre officiait, avant de repartir pour une autre station.. La confection de ces autels prenait beaucoup de temps. Les rues qu'empruntait le cortège processionnaire étaient jonchées de pétales de fleurs provenant de corbeilles que les femmes et les enfants, qui précédaient la procession, jetaient au passage des paroissiens. À l'avant de la foule, qui chantait des cantiques choisis, avançait le prêtre sous un dais (les anciens l'appelaient : « le tambourel sens rodos », le tombereau sans roues), dais que les propriétaires du village portaient. Outre ces manifestations, il y avait les processions rogatoires (« las rougazous ») : les Rogations (avant l'Ascension). On partait en chantant des litanies vers certaines croix qui se trouvaient disséminées sur le territoire communal. (À Cruscades, le dernier prêtre à résidence, Joseph GRAVES, en avait compté treize.) On entendait alors une incantation, des dizaines de fois répétée : « Te rogamus audi nos ! » : « Écoute (Dieu), nous t'implorons ! » C'était l'occasion pour demander l'intercession du Ciel pour que soient protégés les fruits de la terre...
Le Comités des Fêtes
Depuis l'Ancien Régime, on fêtait chaque année le saint Patron de la communauté - saint Jean l'Apôtre -, deux jours après Noël, le 27 décembre. C'était généralement à l'initiative d'un groupe de Cruscadèls qui comprenait des représentants de la bourgeoisie, le recteur et les marguilliers : la fête revêtait essentiellement un caractère religieux. Il fallut attendre l'année 1962, le 16 août exactement, pour que Cruscades se dote d'un Comité des Fêtes déclaré officiellement en sous-préfecture avec dépôt des statuts, et insertion au Journal Officiel le 30 août 1962. Cette association de type Loi-1901 se donna comme but d'organiser les fêtes de la commune et, spécialement, la fête patronale. Le premier président du comité fut le pilier du FCL XIII Guy Villemur (1930-2020). Il fut épaulé par André Salles, Joseph Subias et André Sénié. Cette année-là, le premier souci des membres fut de préparer les fêtes de Noël : il ne restait que quatre mois pour tout préparer et louer un orchestre : la formation « Didier Normand » vint animer les trois jours de festivités programmés. Mais trois ans plus tard, on constate des flottements, on entend des critiques : le bureau démissionne. Des jeunes gens vont prendre la relève : le nouveau président sera Élie Tavagnutti, secondé par Jean-Pierre Scanduizzi, Roger Cabrera et Alain Mathieu. L’orchestre à la mode Jack Allen sera réservé. Deux mois plus tard, on enregistre des démissions au cours d'une réunion plénière où fut invitée à participer la population cruscadèle. Pour l'année 1966, on loua la formation Michel March.
Mais il faudra attendre 1968 pour connaître un nouveau Comité des Fêtes complètement renouvelé. Le 24 juillet 1968, en soirée, a lieu une importante assemblée générale dans la salle commune de la mairie, en présence du maire et instituteur Pierre Alméras. Est-ce parce que la révolution de Mai-68 était passée par là ? Le tout est qu'une importante partie de la population se déplaça. On vota pour élire le bureau et les membres : Jean-Claude Sogorb, président ; Paul Mathieu, vice-président ; secrétaire, Robert Palao (secrétaire de mairie) ; secrétaire adjoint : Jean-Claude Laffitte ; trésorier, Gilbert Carbonneau ; trésorier-adjoint : Daniel Pradelle. Les membres : Marie-Laure Auriol, Sylvie Bourigault, Jean Février, Henri Villefranche, Jean-Pierre Scanduizzi, Jean Mathieu, Aimé Puyuelo, Jean-Marie Salles, André Laborda, Gilbert Bourigault, Fernande Cristante. On peut dire que 1968 fut l'année à partir de laquelle le Comité des fêtes allait connaître une bonne stabilité et son régime de croisière. Aujourd'hui, cette association est toujours en activité.

### Le volley-ball Roi à Cruscades
Depuis que le rugby s'est imposé en Languedoc, il y a plus d'un siècle, les villages du Lézignanais et du Narbonnais ont fourni de bons joueurs aux équipes des grosses villes. Ici, c'est surtout Lézignan qui a pu bénéficier des bonnes « tiges » repérées par quelque recruteur : Guy Villemur, Jean-Claude SOGORB (Cruscadèl d'adoption) connurent leur heure de gloire avec le FCL XIII. Mais on ne peut pas dire que Cruscades ait bénéficié de sa propre équipe. Dans les années 1950, quelques amis amoureux du ballon ovale constituèrent des équipes fugitives, avec l'apport de joueurs d'autres villages, qui participèrent à des championnats régionaux.
Avec l'arrivée de l'abbé Joseph Graves, en 1951, la jeunesse se passionna aussi pour le ping-pong : on jouait dans la salle du catéchisme, au presbytère, et au foyer rural. Les premiers initiateurs furent Claude Monnier et Oreste Fabris. Il y eut quelques compétitions, sans envergure. Juste après l'installation du nouveau curé, un couple d'instituteurs (M. et Mme Pierre Alméras) créa une dynamique sportive qui allait porter le volley-ball sur le devant de la scène locale.
En 2007 fut organisée dans la salle polyvalente une exposition ayant pour thème : « Le Sport collectif ; jeux de ballons », préparée par une étudiante cruscadèle en B.T.S., Stéphanie Mas.

## Économie

### Revenus
En 2018  (données Insee publiées en septembre 2021), la commune compte 315 ménages fiscaux, regroupant 814 personnes. La médiane du revenu disponible par unité de consommation est de 19 800 € (19 240 € dans le département).

### Emploi
| Division       | 2008   | 2013   | 2018   |
| -------------- | ------ | ------ | ------ |
| Commune        | 10,6 % | 13,5 % | 9,9 %  |
| Département    | 10,2 % | 12,8 % | 12,6 % |
| France entière | 8,3 %  | 10 %   | 10 %   |

En 2018, la population âgée de 15 à 64 ans s'élève à 559 personnes, parmi lesquelles on compte 74,6 % d'actifs (64,6 % ayant un emploi et 9,9 % de chômeurs) et 25,4 % d'inactifs,. En  2018, le taux de chômage communal (au sens du recensement) des 15-64 ans est inférieur à celui de la France et du département, alors qu'en 2008 la situation était inverse.
La commune fait partie de la couronne de l'aire d'attraction de Narbonne, du fait qu'au moins 15 % des actifs travaillent dans le pôle,. Elle compte 125 emplois en 2018, contre 113 en 2013 et 76 en 2008. Le nombre d'actifs ayant un emploi résidant dans la commune est de 368, soit un indicateur de concentration d'emploi de 33,8 % et un taux d'activité parmi les 15 ans ou plus de 58,6 %.
Sur ces 368 actifs de 15 ans ou plus ayant un emploi, 85 travaillent dans la commune, soit 23 % des habitants. Pour se rendre au travail, 85,8 % des habitants utilisent un véhicule personnel ou de fonction à quatre roues, 1,7 % les transports en commun, 6,1 % s'y rendent en deux-roues, à vélo ou à pied et 6,4 % n'ont pas besoin de transport (travail au domicile).

### Activités hors agriculture

#### Secteurs d'activités
52 établissements sont implantés  à Cruscades au 31 décembre 2019. Le tableau ci-dessous en détaille le nombre par secteur d'activité et compare les ratios avec ceux du département,.
| Secteur d'activité                                                                                        | Commune | Commune | Département |
| Secteur d'activité                                                                                        | Nombre  | %       | %           |
| --- | ------- | ------- | ----------- |
| Ensemble                                                                                                  | 52      | 100 %   | (100 %)     |
| Industrie manufacturière, industries extractives et autres                                                | 13      | 25 %    | (8,8 %)     |
| Construction                                                                                              | 12      | 23,1 %  | (14 %)      |
| Commerce de gros et de détail, transports, hébergement et restauration                                    | 14      | 26,9 %  | (32,3 %)    |
| Information et communication                                                                              | 1       | 1,9 %   | (1,6 %)     |
| Activités financières et d'assurance                                                                      | 1       | 1,9 %   | (2,7 %)     |
| Activités immobilières                                                                                    | 2       | 3,8 %   | (5,2 %)     |
| Activités spécialisées, scientifiques et techniques et activités de services administratifs et de soutien | 3       | 5,8 %   | (13,3 %)    |
| Administration publique, enseignement, santé humaine et action sociale                                    | 5       | 9,6 %   | (13,2 %)    |
| Autres activités de services                                                                              | 1       | 1,9 %   | (8,8 %)     |

Le secteur du commerce de gros et de détail, des transports, de l'hébergement et de la restauration est prépondérant sur la commune puisqu'il représente 26,9 % du nombre total d'établissements de la commune (14 sur les 52 entreprises implantées  à Cruscades), contre 32,3 % au niveau départemental.

#### Entreprises
L' entreprise ayant son siège social sur le territoire communal qui génère le plus de chiffre d'affaires en 2020 est : 
- Martin Pierre, travaux d'installation d'eau et de gaz en tous locaux (5 k€)

### Agriculture
La commune fait partie de la petite région agricole dénommée « Région viticole ». En 2010, l'orientation technico-économique de l'agriculture  sur la commune est la viticulture (appellation et autre).
|                                   | 1988 | 2000 | 2010 |
| --------------------------------- | ---- | ---- | ---- |
| Exploitations                     | 28   | 20   | 14   |
| Superficie agricole utilisée (ha) | 839  | 453  | 398  |

Le nombre d'exploitations agricoles en activité et ayant leur siège dans la commune est passé de 28 lors du recensement agricole de 1988 à 20 en 2000 puis à 14 en 2010, soit une baisse de 50 % en 22 ans. Le même mouvement est observé à l'échelle du département qui a perdu pendant cette période 52 % de ses exploitations. La surface agricole utilisée sur la commune a également diminué, passant de 839 ha en 1988 à 398 ha en 2010. Parallèlement la surface agricole utilisée moyenne par exploitation a baissé, passant de 30 à 28 ha.

#### Viticulture
Cruscades est une commune viticole, où de nombreux arrachages ont eu lieu dès le début des années 2000. De grosses pièces de terre furent rachetées à la fin du XXe siècle par un banquier hollandais, qui furent revendues. Le vignoble cruscadèl produit un bon vin de table. Un propriétaire a adopté la culture biologique avec succès. Cruscades est l'un des rares villages des environs à ne pas posséder de cave coopérative viti-vinicole (nombreuses caves particulières aujourd'hui presque toutes reconverties).
Principaux producteurs de vin : - Louis Fabre (vins bio) ; - GFA Cordonnier-Hortala ; - Les héritiers Ayraud ; - Château Etang des Colombes ; - Domaine d'Olivéry ; - Château Cruscades racheté par la société Bonfils en 2011.- Domaines de M. Walter Rollandin.- Plusieurs propriétaires vivant essentiellement de leur vignoble, notamment : M. Refalo ; M. Pellissa ; M. Villemur ; MM. Miquel Christian et Christophe. Certains d'entre eux portent leur récolte vers les caves coopératives de Lézignan et d'Ornaisons.
À Cruscades, M. Louis Fabre est réputé pour ses vins issus de l'agriculture biologique, plusieurs fois primés. En mars 2012, notamment, un classement officiel des vins biologiques du Languedoc a placé ses vins au « Top 20 » des meilleurs produits dans la catégorie. Depuis, de nombreux prix et médailles sont venus confirmer les premiers succès.

## Culture locale et patrimoine

### Lieux et monuments
- L'église paroissiale Saint-Jean de Cruscades, dédiée à saint Jean l'Evangéliste, du XIIIe siècle, est bien conforme au style du pays par son chœur plus étroit que la nef et sa voûte d'ogives. On regrette en voyant les belles pierres de taille du sanctuaire que la nef ait été couverte d'un enduit blanc[67].
- Ancienne chapelle castrale. Bâti sur les restes d'une église romane, l'édifice est remarquable par la pureté de son style gothique ; l'abside pourrait remonter à la fin du XIIIe siècle. Selon l'abbé Graves, certains détails de la construction devenus visibles après les réparations de 1965 — les clefs de voûte, des linteaux de portes formées de deux pierres juxtaposées, les chapiteaux, le profil des arcs — indiquent une parenté avec la cathédrale Saint-Just de Narbonne. L'élan, la force, l'harmonie de l'ensemble, surtout du chœur, révèlent la technique d'un maître que l'on retrouve chez ceux qui conçurent et édifièrent Saint-Just. On trouvera aussi des ressemblances avec l'église de Lézignan.
- Cet édifice inachevé, avec deux chapelles, sans transept, présente des murailles de forteresse. À plusieurs reprises, des réparations et des modifications furent entreprises, tant au XVIIe siècle qu'en 1861. En 1620, on abat la muraille de cers et on déplace la porte d'entrée sous le clocher qu'on surélève.
- À côté du clocher, une fouille de 1927 a permis de dégager une vaste excavation de 4 m de diamètre et 5 m de profondeur, comblée de sable. La porte y donnant accès ouvrait sur une salle voûtée dont il restait un bel arceau, brisé par l'abbé Toustou quand il aménagea la sacristie actuelle. Antérieure à la construction de l'église, cette cavité existe toujours, difficilement abordable par le presbytère, mais visible et éclairée. On a pensé à un silo pour emmagasiner les grains. L'abbé Giry (1905-2002, ancien conservateur du musée de Nissan-lez-Enserune) y voit une glacière, comme en possédaient si souvent les châteaux de la région.
- À côté du silo, un sarcophage sous voûte protégeait un squelette de 1,80 m et une petite amphore en poterie noire. Le cercueil était constitué de pierres plates gallo-romaines, selon l'abbé Cabirol, témoin oculaire. Fond du silo découvert par l'abbé Toustou en 1927 dans l'église de Cruscades.

### Le village
Les travaux d'adduction d'eau potable ont permis de mettre au jour des vestiges du vieux village : des traces d'anciens murs formant le rempart circulaire, des fondations de l'ancien château, des restes de murs et de sols en brique rouge, un four à fondre le fer hors les murs.
Le village est constitué de deux parties : l'ancien château avec l'église et les vieilles maisons entourées autrefois d'un rempart ; le nouveau village qui s'est étendu au nord (XVIIIe siècle), après la construction de la nouvelle route royale (1745-1752) ; à l'ouest, pour installer la mairie et les écoles (1911).
On peut voir quelques rares maisons bourgeoises, des linteaux de porte datés (dont un portant l'inscription : « LI(I)ME TA » (erreur du sculpteur), c'est-à-dire : Seuil (de la maison) de T(ournal) A (peut-être l'initiale du prénom André). Également une borne-fontaine en pierre de Ferrals.

### Olivéry
Le compoix de 1647 mentionne « l'estang d'Olivery », dont le nom se confond avec celui de la Cardaïre. La métairie dite "d'Olivery" tire son nom de celui de son tenancier, au XVIe siècle : dans les « Recherches Diocèsaines »  de 1537, on relève :  « uno boryo, estables, cortals, porcigolo et galiniero de mestre Guylhaumes Olyvery ». Cette terre, abandonnée au XVIIIe siècle, fut vendue aux enchères avant la Révolution.

### Resplandy
Cette métairie se trouve mentionnée dans le compoix de 1647 sur le tènement de Saint-Michel, là où l'abbaye de Lagrasse possédait (d'après l'abbé Sabarthès) une église dédiée à ce saint et dénommée « de Parietibus Longis » en 1251. (Dans une étude sur l'abbaye de Lagrasse, Claudine Pailhès, ancienne directrice du Service des archives départementales de l'Ariège, place Saint-Michel aux longs murs  du côté de Sallèles-d'Aude : nous pensons qu'il s'agit là d'une petite erreur de localisation. La teneur du testament de Pierre Gason, bourgeois de Lézignan, datant de 1251 et déposé aux archives départementales de l'Aude, a convaincu le très savant abbé Sabarthès de situer Saint-Michel sur le territoire de Cruscades.)
Sur les ruines de cet habitat médiéval, une ferme fut édifiée (on profita des pierres de l'ancienne chapelle) à la fin du XVe siècle. Le nom de Resplandy vient de celui du propriétaire d'alors, ainsi que le signale le compoix de 1647 : Antoine Paul de Resplandy y tient « un pigeonier avec polaliere et patu a la meterie de Saint Michel». Rappelons que le lieu de Resplandy fut occupé avant et après le début de l'ère chrétienne, et ce, jusqu'au Ve siècle (vestiges y trouvés datés en 1975 par Mlle Taffanel, chargée de recherche au CNRS, certains du Ier siècle av. J.-C., d'autres de l'Antiquité tardive ou Bas Empire). Courant 2006, lors d'une visite du lieu-dit, Mme Nicole Juan, membre de la Commission archéologique de Narbonne, avait trouvé des fragments de Graufesenque du Ier siècle av. J.-C.

### Les étangs
Avant le XVIe siècle, une zone stagnante (communément nommée de nos jours « Étang des Colombes ») se situait aux confins des territoires de Cruscades et de Lézignan. Au XVIIIe siècle, on parlait de « l'Étang Fabre ». On l'appelait aussi « l'Étang Bouyé » (lieu où venaient pâturer des bœufs), ou bien encore « Étang de Villeneuve », du nom d'un ancien propriétaire de Lézignan. Le seigneur de Lézignan et l'archevêque de Narbonne (seigneur de Cruscades) se partageaient les fruits de la pêche. Plus tard, les terres drainées, en grande partie grâce à l'action des archevêques, furent baillées aux seigneurs de Luc (famille Thézan de Saint Génieys au XVIIe et, au XVIIIe siècle, à M. de Niquet, descendant du lieutenant de Niquet, délégué par Vauban aux fortifications pour la partie méridionale du royaume, et armoiries de laquelle famille furent adoptées par la ville de Lézignan, au début du XXe siècle). Les abords de l'étang étaient très giboyeux. Le braconnage, surtout de nuit, était lourdement puni. Parmi les droits de l'archevêque, en 1360, on note un autre « stagnum de Cruscadis », appelé en 1647, « l'Étang de la Cardaire », asséché à la charnière du XVIIIe siècle et du XIXe siècle, qui se situait près du domaine d'Olivéry. C'est à partir de ce moment-là que le Lirou fut détourné vers Canet-d'Aude. Cet étang, également très giboyeux, attirait toutes sortes de prédateurs, y compris des loups qui descendaient du « Pech d'Ornaisons ». Au moment de la Révolution, les habitants du domaine d'Olivery, les « hoirs (héritiers) de Monsieur de Lastours », et les ouvriers, étaient équipés de fusils pour parer à toute attaque éventuelle.

### Personnalités liées à la commune
- Bruno Pradal (Rabat 1949 - Joigny 1992) : né au Maroc, il est originaire de Cruscades par sa mère Lucette Pous-Gleizes. Acteur de cinéma, il a tourné dans une dizaine de films : Mourir d'aimer (1971), La Saignée (1971), Pas folle la guêpe (1972). Il est décédé dans un accident de voiture, le 19 mai 1992, près d'Orléans.
- Matthieu Lagrive, né le 7 décembre 1979 à Lisieux, est un pilote de course de motos. Triple champion du monde d'endurance (Suzuki Endurance Racing Team). Marié, père de deux enfants, il s'est installé à Ornaisons après avoir vécu deux ans à Cruscades.

### Héraldique, logotype et devise
| Cruscades | Son blasonnement est : D'azur, à une roue à huit rais d'or sans jante. À l'instar d'autres communautés, Cruscades ne possédait pas d'armoiries propres. À l'époque où le roi Louis XIV impose par l'édit de novembre 1696 l'enregistrement des armoiries (aux communautés, corporations, bourgeois, etc.), les habitants de Cruscades adoptent une partie des armoiries du seigneur-archevêque contemporain, Pierre de Bonzi, à savoir la roue d'or déjantée à 8 rayons (ou 7) sur champ d'azur. Dans les « Préambules des Rolles des Contributions » de 1696 pour la communauté de Cruscades (document déposé aux Archives départementales), on peut lire que les consuls débloquent au titre des dépenses extraordinaires une somme de 29 livres pour l'enregistrement des armoiries — une somme importante qui correspond à environ 550 de nos euros. |